# Алонсо, Дамасо
Да́масо Ало́нсо (исп. Dámaso Alonso y Fernández de las Redondas, 22 октября 1898 года, Мадрид — 25 января 1990 года, Мадрид) — испанский поэт, переводчик и филолог, литературный критик, педагог. Представитель Поколения 27 года.

## Биография
Вырос в Астурии, учился в Мадриде в знаменитой коллегии иезуитов «Эль Рекуэрдо». Закончил Мадридский университет (юридический факультет и факультет философии и литературы), поступил в Центр исторических исследований, возглавлявшийся видным историком испанской культуры и словесности Рамоном Менендесом Пидалем. В Студенческой резиденции университета подружился с Лоркой, Бунюэлем, Дали, Алейксандре. Сотрудничал с журналом Ортеги-и-Гассета «Ревиста де Оксиденте», изучал творчество Гонгоры, привлек внимание своих друзей и читающей публики к его второму, «темному», культеранистскому периоду. Подготовил критическое издание «Поэм уединения» (1927), активно участвовал в чествовании 300-летия со дня смерти Гонгоры. Позднее продолжил эти занятия, а также занялся более широким исследованием испанской словесности золотого века (Гарсиласо де ла Вега, Лопе де Вега, Франсиско Кеведо и др.) испанских мистиков (фрай Луис де Леон, Сан-Хуан де ла Крус), совершенствуя методы стилистического анализа лирики. Преподавал в Оксфорде, в университетах Валенсии и Мадрида. Профессор, доктор.
Основатель серии исп. Biblioteca Románica Hispánica в мадридском издательстве «Гредос», главный редактор журнала исп. Revista de Filología Española. После смерти поэта и ученого его гигантская библиотека отошла Королевской Академии языка.

## Поэзия
Как поэт начинал в русле «чистой поэзии», проложенном Хуаном Рамоном Хименесом, — первая книга Алонсо (1921) так и называлась «Чистые стихи. Городские песенки». Перевел роман Джойса «Портрет художника в юности» (1926), переводил стихи Д. М.Хопкинса, Т. С.Элиота. После гражданской войны и поражения Республики — во «внутренней эмиграции». В этот период поэт пришёл к трагической поэтике библейских псалмов, близкой экзистенциализму Унамуно, создав одну из лучших книг испанской поэзии XX века — «Дети гнева» (1944). В том же году год вышел и один из наиболее сильных поэтических сборников его друга Висенте Алейксандре «Тень рая», Алонсо объединил их, дав этому направлению имя «поэзии, вырванной с корнем» или «поэзии изгнания» (исп.  poesia desarraigada). В той же манере (с нарастанием религиозных мотивов) выдержаны книги его лирики «Темная весть» (1944, название — цитата из Сан-Хуана де ла Круса: «Всякая весть, какую хочет нам передать Бог, темна») и «Человек и Бог» (1955).

## Труды

### Поэзия
- Poemas puros. Poemillas de la ciudad (1921)
- El viento y el verso (1925)
- Hijos de la ira. Diario íntimo (1944, второе расширенное издание — 1946)
- Oscura noticia (1944)
- Hombre y Dios (1955)
- Tres sonetos sobre la lengua castellana (1958)
- Poemas escogidos (1969)
- Gozos de la vista. Poemas puros. Poemillas de la ciudad. Otros poemas (1981)
- Antología de nuestro monstruoso mundo. Duda y amor sobre el Ser Supremo (1985)
- Álbum. Versos de juventud (1993)
- Verso y prosa literaria (1993)

### Филология
- La lengua poética de Góngora (1935)
- La Poesía de San Juan de la Cruz (1942).
- Poesía española: Ensayo de métodos y límites estilísticos (1950)
- Poetas españoles contemporáneos (1952)
- Estudios y ensayos gongorinos (1955)
- De los siglos oscuros al de Oro (1958)
- Góngora y el Polifemo (1960)
- En torno a Lope (1972)

## Признание
Член Королевской Академии Испании (1945), её глава в 1968—1982 годах. Членкор Баварской АН (1952). Член Королевской исторической Академии (1959). Член-корреспондент Британской академии (1966). Лауреат Премии «Мигель де Сервантес» (1978).

## Публикации на русском языке
- [Стихи]/ Пер. П.Грушко// Западноевропейская поэзия XX века. М.: Художественная литература, 1977, с.345-346 (Библиотека всемирной литературы)
- [Стихи]/ Пер. П. Грушко// Испанская поэзия в русских переводах. М.: Радуга, 1984. с.458-461
- [Стихи]/ Пер. В.Столбова// Жемчужины испанской лирики. М.: Художественная литература, 1985, с.245-250